# 30417 Штаудт
30417 Штаудт (30417 Staudt) — астероїд головного поясу, відкритий 1 червня 2000 року.
Тіссеранів параметр щодо Юпітера — 3,353.
Названо на честь німецького математика Карла Георга Христіана фон Штаудта нім. Karl Georg Christian von Staudt, (1798-1867).